# Estrella de Przybylski
La estrella de Przybylski (V816 Centauri) es una estrella en la constelación de Centaurus de magnitud aparente +8,02. Descubierta por el astrónomo Antoni Przybylski (pronunciado Yibilski) en 1961, es una estrella químicamente peculiar extrema, con líneas espectrales fuertes de elementos lantánidos. Su espectro es similar al de una estrella de tipo S —estrella muy evolucionada con una atmósfera enriquecida por material procedente de la nucleosíntesis interior—, pero en otros aspectos se asemeja a una estrella de la secuencia principal o a una subgigante.
Los primeros estudios del campo magnético de la estrella de Przybylski mostraron un campo magnético longitudinal en el rango Hz = −2100 a −2500 ± 450 G, sin que se encontrara una variabilidad significativa en este. Medidas posteriores conceden la mitad de fuerza al campo magnético longitudinal, Hz = −1014 ± 72 G.
En 1978 se encontró que la estrella de Przybylski es una estrella pulsante
y es prototipo de las estrellas Ap de oscilaciones rápidas (roAp). Observaciones de la velocidad radial utilizando el espectrómetro HARPS muestran oscilaciones multiperiódicas con dos grupos de modos igualmente espaciados.
La composición química de la estrella de Przybylski es enigmática. Ya en 1974 se identificaron líneas espectrales correspondientes a 51 elementos químicos distintos. Posteriores observaciones evidenciaron la sobreabundancia de lantánidos y también confirmaron, con un grado alto de confianza, la presencia de líneas de tecnecio y de prometio —cuyo periodo de semidesintegración es de 17,7 años—. También se identificaron las líneas de todos los elementos radiactivos con números atómicos entre Z = 84 y Z = 99, a excepción de astato y francio. La presencia de estos elementos radiactivos de vida tan corta es difícil de entender. 
Se ha propuesto que algunos procesos desconocidos, del tipo llamaradas o erupciones, tienen lugar en su atmósfera.
Igualmente se ha sugerido que la existencia de elementos con Z < 92 es debida al decaimiento radiactivo natural de torio y uranio estratificado en la atmósfera superior.
Otra posible explicación se relaciona con el fuerte campo magnético, pudiendo estar en el origen de una aceleración significativa de partículas cargadas, principalmente protones y partículas alfa, que modifican el contenido superficial por la interacción con el material estelar.
A pesar de muchos años de investigaciones, las extraordinarias anomalías químicas de la estrella de Przybylski permanecen sin explicación.

## Teorías peculiares
Debido a las propiedades extrañas de esta estrella, existen numerosas teorías sobre porqué ocurren las rarezas. El más interesante de ellos es que la estrella contiene algunos nucleidos transactínidos de larga duración de la isla de estabilidad (por ejemplo, 298Fl, 304Ubn, o 310Ubh, este último un (hipotético) Superactínido) y que los actínidos de corta duración observados son las hijas de estos progenitores superpesados, que ocurren en equilibrio secular con sus padres.